# Сливек
Сливек (болг. Сливек) — село в Болгарии. Находится в Ловечской области, входит в общину Ловеч. Население составляет 117 человек.

## Политическая ситуация
Сливек подчиняется непосредственно общине и не имеет своего кмета.
Кмет (мэр) общины Ловеч — Минчо Стойков Казанджиев (Болгарская социалистическая партия (БСП)) по результатам выборов в правление общины.